# Kukawa
Kukawa (dawniej Kuka) to miasto w północnozachodnim nigeryjskim stanie Borno, niedaleko Jeziora Czad.
Miasto powstało w roku 1814 jako Kuka, stolica królestwa Kanem-Bornu, założone przez islamskiego mędrca i wodza, Muhammada al-Kanema po upadku poprzedniej stolicy, Ngazargamu, zdobytej i zburzonej w roku 1808 podczas wojen fulańskich. 
Miasto miało wielkie znaczenie strategiczne jako południowe zakończenie ważnego saharyjskiego szlaku handlowego wiodącego znad Nigru przez pustynię do Trypolisu. Kuka została ostatecznie zdobyta i zrównana z ziemią w roku 1893 przez Sudańczyka Rabiha az-Zubajra, a następnie odbudowana przez Brytyjczyków w 1902.
Historyczna Kuka była dużo większa niż dzisiejsze miasto Kukawa; według brytyjskich obliczeń z końca XIX wieku liczyła 50-60 tysięcy mieszkańców.